# Округ Вилијамс (Охајо)
Округ Вилијамс (енгл. Williams County) је округ у америчкој савезној држави Охајо.

## Демографија
По попису из 2010. године број становника је 37.642, што је 1.546 (-3,9%) становника мање него 2000. године.
| Група             | 2000.          | 2010.          |
| Белци             | 37.338 (95,3%) | 35.283 (93,7%) |
| Афроамериканци    | 283 (0,7%)     | 363 (1,0%)     |
| Азијати           | 202 (0,5%)     | 214 (0,6%)     |
| Хиспаноамериканци | 1.049 (2,7%)   | 1.390 (3,7%)   |
| Укупно            | 39.188         | 37.642         |